# UE Santa Coloma
Die UE Santa Coloma ist ein andorranischer Fußballverein aus Andorra la Vella und spielt derzeit in der ersten Liga.

## Geschichte
Dem Verein gelang in der Saison 2007/08 der Aufstieg in die Primera Divisió mit 16 Siegen und 2 Unentschieden in 18 Spielen. Da man zuvor als FC Santa Coloma B auflief, wurde der Verein in UE Santa Coloma umbenannt, damit er in der ersten Liga antreten konnte. Der Verein teilt sich den Platz mit dem großen Nachbarn, dem mehrfachen andorranischen Meister FC Santa Coloma.

## Erfolge
- Primera Divisió:

- Meister (1): 2023/24
- Vizemeister: 2009/10, 2021/22

- Segona Divisió:

- Meister: 2007/08

- Copa Constitució:

- Sieger (4): 2013, 2016, 2017, 2024
- Finalist: 2010, 2011

- Andorranischer Supercup:

- Sieger: 2016, 2024

## Europapokalbilanz
| Saison  | Wettbewerb                    | Runde                  | Gegner               | Gesamt          | Hin     | Rück          |
| ------- | ----------------------------- | ---------------------- | -------------------- | --------------- | ------- | ------------- |
| 2010/11 | UEFA Europa League            | 1. Qualifikationsrunde | FK Mogren            | 0:5             | 0:3 (H) | 0:2 (A)       |
| 2011/12 | UEFA Europa League            | 1. Qualifikationsrunde | Paksi FC             | 0:5             | 0:1 (H) | 0:4 (A)       |
| 2012/13 | UEFA Europa League            | 1. Qualifikationsrunde | FC Twente Enschede   | 0:9             | 0:6 (A) | 0:3 (H)       |
| 2013/14 | UEFA Europa League            | 1. Qualifikationsrunde | HŠK Zrinjski Mostar  | 1:4             | 1:3 (H) | 0:1 (A)       |
| 2014/15 | UEFA Europa League            | 1. Qualifikationsrunde | FK Metalurg Skopje   | 0:5             | 0:3 (H) | 0:2 (A)       |
| 2016/17 | UEFA Europa League            | 1. Qualifikationsrunde | NK Lokomotiva Zagreb | 2:7             | 1:3 (H) | 1:4 (A)       |
| 2017/18 | UEFA Europa League            | 1. Qualifikationsrunde | NK Osijek            | 0:6             | 0:2 (H) | 0:4 (A)       |
| 2022/23 | UEFA Europa Conference League | 1. Qualifikationsrunde | Breiðablik Kópavogur | 1:5             | 0:1 (H) | 1:4 (A)       |
| 2024/25 | UEFA Champions League         | 1. Qualifikationsrunde | KF Ballkani          | 3:3 (6:5 i. E.) | 1:2 (H) | 2:1 n. V. (A) |
| 2024/25 | UEFA Champions League         | 2. Qualifikationsrunde | FC Midtjylland       | 0:4             | 0:3 (H) | 0:1 (A)       |
| 2024/25 | UEFA Europa League            | 3. Qualifikationsrunde | FK RFS               | 0:9             | 0:2 (H) | 0:7 (A)       |
| 2024/25 | UEFA Conference League        | Play-offs              | Víkingur Reykjavík   | 0:5             | 0:5 (A) | 0:0 (H)       |

Gesamtbilanz: 24 Spiele, 1 Sieg, 1 Unentschieden, 22 Niederlagen, 7:67 Tore (Tordifferenz −60)